# Gewone wolfspin
De gewone wolfspin (Pardosa pullata) is een spin uit de familie van de wolfspinnen (Lycosidae). De wetenschappelijke naam van de soort werd, als Araneus pullatus, in 1758 gepubliceerd door Carl Alexander Clerck.
De soort komt voor in grote delen van Europa en in Centraal Azië.